# Лятуринська Оксана Михайлівна
Окса́на Зінаї́да Миха́йлівна Лятури́нська (чеськ. Oksana Ljaturynska, англ. Oksana Liaturynska; 1 лютого 1902, хутір Ліски, Волинь — 13 червня 1970, Міннеаполіс, штат Міннесота) — українська малярка, скульпторка, письменниця, поетка і громадська діячка. Активістка Союзу українок.
Псевдоніми: Оксана Вишневецька, Оксана Печеніг, Оксана Черленівна; криптонім: О. Л..

## Життєпис
Оксана Зінаїда Лятуринська народилася 1 лютого 1902 на хуторі Ліски Старо-Олексинецької волости Кременецького повіту Волинської губернії Російської імперії (нині у складі села Хоми, Збаразький район, Тернопільська область, Україна). Поблизу розташовувався Вишнівець — звідси один з псевдонімів — Оксана Вишневецька. Батько Михайло Лятуринський служив офіцером російської прикордонної застави біля Старого Олексинця. Мати Ганна Лятуринська походила з родини німецьких колоністів. Оксана мала шестеро сестер і братів: Олександра, Антоніну, Гната, Івана, Марію і Федора.
Від початку 1920-х навчається в Крем'янецькій приватній українській гімназії імені Івана Стешенка. Ймовірно, тут Оксана Лятуринська здійснила перші поетичні спроби, публіковані в гімназійному альманасі «Юнацтво», що виходив за редакції Уласа Самчука.
При досягненні двадцятиліття, Оксанин батько вирішив видати її в шлюб із нелюбом, старим парубком, багатим селянином з Колодного. Вона не змирилася з деспотичним рішенням батька і втекла з дому до родичів Кіщунів, що жили в недалекій Катеринівці. Ті допомогли їй грішми, і Оксана виїхала до брата Івана в Німеччину.
Не маючи дозволу на проживання, 1924 року Оксана Лятуринська опиняється в Празі у Чехословаччині. Активно включається в громадське і культурне життя української еміграції. Співпрацює в Союзі українок. Знайомиться з поетами-емігрантами Євгеном Маланюком, Олексою Стефановичем, Оленою Телігою і Олегом Ольжичем.
Навчається на філософському факультеті Карлового університету, в Українській студії пластичного мистецтва, Чеській високій художньо-промисловій школі.
Багато працює, зокрема в галузі скульптури. Бере участь у ряді виставок, зорганізованих у Лондоні, Парижі, Берліні, здобуває визнання як майстриня скульптурних портретів. Створює пам'ятник полеглим воякам УГА в Пардубицях (1932), погруддя Тараса Шевченка, Томаша Масарика, Симона Петлюри, Євгена Коновальця. Кілька виконаних Лятуринською надгробків можна оглянути на празьких цвинтарях.
Друкується в часописах Літературно-науковий вістник, «Пробоєм» та в інших періодичних виданнях. Ранні поезії Оксани Лятуринської вирізнялися лаконізмом, стислістю форми, зачіпали теми української минувшини і міфології. У Празі з'являються її збірки «Гусла» (1938) і «Княжа емаль» (1941), присвячена пам'яті поета Юрія Дарагана.
Життя в еміграції було складним, сутужним. Дошкуляла ностальгія. Лише два рази Оксані Лятуринській вдалося вирватися на батьківщину, 1927 року і під час Другої світової війни, коли вона навідалася до родичів Кіщунів у Катеринівку. В листі до Уласа Самчука у Рівне Лятуринська просила його про сприяння в отриманні візи для поїздки додому: Може ви маєте когось знайомого у Крем'янці, хто міг би вплинути на рішення «крайсгауптмана» і тим допоміг мені дістати тут візу? Духом я вже давно не в Празі — вию вовчицею на згарищі Лятуринщини.
Доля родини Лятуринських склалася трагічно. Після «визволення» брат Оксани Федір Лятуринський був замордований совітами в Кременецькій тюрмі. Його донька Наталя була там само, зазнавши НКВДистських тортур. Репресовану сестру Марію разом з трьома маленькими доньками депортували до Казахстану, де вона померла з голоду. Доньок врятували людяні казахи і поляки, дали їм хліба і притулок. Нині вони мешкають у Вроцлаві. В Україні залишилися родичі по лінії брата Федора (внуки — Галина та Леонід Лятуринські, правнуки — Тарас та Олеся Лятуринські), внуки-правнуки сестри Антоніни, внуки-правнуки брата Івана. У роки Другої світової війни Оксана Лятуринська пережила загибель частини своїх творів. Після війни опинилася в таборі для переміщених осіб в Ашаффенбурзі в Німеччині, з 1949 на еміграції в США. За допомогою Союзу українок оселяється в Міннеаполісі. Там поринає в громадську і творчу працю, створює ряд нових скульптурних портретів, пише поезії. Видає збірку новел «Материнки» (1946) і збірку віршів для дітей «Бедрик» (1956). З'являється друге видання «Княжої емалі» (1956), що включає також збірку «Веселка». Бере участь в діяльності Об'єднання українських письменників «Слово». Одна з перших підписала статут цього товариства (1957). Дописує до літературного збірника «Слово», що виходить в Канаді.
Ще під час мешкання в Празі Оксана Лятуринська почала втрачати слух. У США вже не допомагав навіть слуховий апарат.
|                  | Турбують мисткиню й поетесу й інші болячки… Підірване здоров’я, матеріальні труднощі, важке вкорінення в емігрантський ґрунт, відсутність творчої атмосфери в місті нового поселення, розбиті мрії підірвали й психічний стан Оксани Лятуринської. В останні роки життя вона перебувала в стані пригнічення, в стані постійної тривоги, відмовлялася від лікарської допомоги. А коли погодилася звернутися до медиків – було вже запізно: важка й задавнена хвороба (рак легень) здійснила свою руйнівну справу. Важко хвора мисткиня перебула квітень і травень 1970 в лікарні, але огляд і невелика пробна операція засвідчили безвихідність ситуації. Вона терпіла важкий біль і категорично відмовлялася приймати знеболюючі засоби. Померла в лікарні 13 червня 1970. Згідно з її побажаннями, Оксану Лятуринську поховали у вишиванці, яку вона сама вишивала протягом багатьох років. Перед смертю вона висловилася проти «довгих панахид з ладаном», а тому сам похорон відбувся у формі короткої молитви над труною. |
| — Тарас Балда, . | |

Урна з її прахом похована на українському православному цвинтарі св. Андрія в Саут-Баунд-Бруку, штат Нью-Джерсі. Могила Оксани Лятуринської знаходиться навпроти могили приятеля по літературі і по ідеях Євгена Маланюка.
1983 року на кошти, зібрані Союзом українок Канади, видана книга «Зібрані твори» Оксани Лятуринської. У передмові до книги мовознавець і історик літератури Юрій Шевельов відзначав: Лятуринська має не тільки свій стиль, а і свій світ. І більше: вона має гармонію в своєму світі, і то гармонію, не куплену ціною оминання недогідного.
2002 року на хуторі Хоми на честь 100-річчя з дня народження натхненнями літератора Гаврила Чернихівського, родини, допомогою громади Збаразького району та спілки письменників Тернопільщини був відкритий пам'ятник Оксані Лятуринській.
26 липня 2024 року вулиця Вургуна у Кривому Розі перейменована на вулицю Оксани Лятуринської.

## Творчість

Обкладинка другого видання збірки «Княжа емаль»

Працювала маляркою і скульпторкою, створила пам'ятник полеглим (1932), погруддя Т. Шевченка, С. Петлюри. Друкувалася у «Літературно-науковому віснику» («Віснику»), «Пробоєм» та в інших періодичних виданнях. У Празі вийшли її збірки «Гусла» (1938), «Княжа емаль» (1941). У роки війни пережила загибель частини своїх творів. Друге видання «Княжої емалі» (1956) включало також збірку «Веселка». Для дітей видала збірку новел «Материнки» (1946) і збірку віршів «Бедрик» (1956).
Збірки:
- Гусла (1938)
- Княжа емаль (1941)
- Материнки (1946)
- Бедрик (1956)
- Ягілка (1971)